# Shin Kong Life Tower
Shin Kong Life Tower (en chino, 新光人壽保險摩天大樓) es uno de los edificios más altos de Taiwán con 51 plantas y 244,76 metros (803 pies) de altura. El rascacielos, de color rosado, está coronado por una pirámide y se sitúa en el Distrito de Zhongzheng, Taipéi. Sus primeras doce plantas y los dos sótanos albergan unos Grandes Almacenes Shin Kong Mitsukoshi; las plantas restantes proveen espacio de oficinas y sirven como la sede de Shin Kong Life Insurance Company. La torre se sitúa cruzando Camino de Oeste de Zhongxiao desde Estación de Ferrocarril de Taipéi cerca de los Grandes Almacenes Asiaworld.
La Shin Kong Life Tower fue el edificio más alto de Taiwán cuando abrió en 1993. En 1997 fue sobrepasada por la Tuntex 85 Sky Tower en la ciudad de Kaohsiung. Ambos fueron superados en altura por el Taipei 101 en 2004.
La Shin Kong Life Tower representa una respuesta pionera de los planeadores de la construcción al reto de proporcionar rascacielos en un entorno exigente que podría unir las funciones de edificio de oficinas, centro comercial y plaza pública. Una década más tarde el Taipei 101 ofreció una realización superlative de la misma ambición.

## Diseño y construcción
La parcela de 10.000 metros cuadrados al otro lado de Taipéi Main Station era propiedad de cuatro compañías en 1981, cuando comenzaron las discusiones sobre maneras para desarrollar el solar. No se alcanzó un acuerdo sobre un plan y la propiedad del terreno pasó a dos compañías en 1985. La compañía que tenía la mitad este, Asiaworld International Group, construyó los Grandes Almacenes Asiaworld en la parcela; la tienda abrió en 1990. La compañía que tenía la mitad oeste, Shin Kong Life Insurance Company, contrató a Kaku Morin Group (KMG) Arquitectos e Ingenieros de Japón para construir una torre de uso mixto que albergaría oficinas y unos importantes grandes almacenes.
Las limitaciones de espacio y el fuerte tráfico en la zona hicieron la tarea un reto. KMG creó una plaza de 1.170 metros cuadrados alrededor de la torre retranqueando la parte delantera del edificio 31 metros de la calle y retranqueando otros lados para permitir anchas vías peatonales. Inspectores de la Universidad Nacional de Taiwán fueron consultados par ayudar a asegurar la estabilidad del edificio en terremotos. El diseño incluía una plataforma de observación en la planta 46. Se instalaron ascensores separados para servir a los clientes de los grandes almacenes, trabajadores de las oficinas, y visitantes al observatorio. Conscientes de los tifones y el sol tropical de Taiwán, los diseñadores usaron aluminio para el exterior para que pudiera resistir bien. El color rosa elegido para el exterior se inspira en las flores nacionales de Taiwán y Japón, la ciruela china y la sakura.
La construcción de Shin Kong Life Tower comenzó en 1989. El edificio fue completado con un coste de US$ 270 millones y abrió en diciembre de 1993.
En cuanto a diseño la Shin Kong Life Tower dibujó un encogimiento de hombros a arquitectos dentro y fuera de Taiwán. Se considera generalmente como bastante sencillo y diseño pasado de moda con solo la altura para ofrecer como una característica distintiva. Algunos vieron un error de diseño en la colocación de las entradas a los grandes almacenes y a las oficinas en el mismo lado del edificio. El arquitecto Kaku Morin admitió que su diseño no hizo ninguna novedad arquitectónica pero expresó satisfacción en producir una estructura "saludable". "La construcción es tan importante como el diseño", dijo al Taiwan Review en 1995. "Un edificio es como un cuerpo humano —si no es saludable, no es nada, no importa lo hermoso que sea."

## En la actualidad
La Shin Kong Life Tower vivió una vida especialmente animada en la década después de su inauguración. Su observatorio en la planta 46, el más alto de Taiwán en el momento, abrió al público en 1994 bajo la administración de TopView Taipei Observatory y durante los doce años siguientes acogió cuatro millones de visitantes. Pero el número de visitas descendió espectacularmente después de que el Taipei 101 abriera un nuevo observatorio a casi el doble de altura en enero de 2005, y TopView cerró cuando el alquiler de la compañía expiró en diciembre de 2006. Ahora el observatorio de la planta 46 está ocupado por Naturally-Plus como su sede para las operaciones de Taiwán y la entrada es gratuita para sus miembros.
Otras tiendas en el edificio continúan manteniendo una existencia ajetreada. La localización de la torre al otro lado de la Taipei Main Station asegura un alto nivel de tráfico peatonal a lo largo de los escaparates de Shin Kong Mitsukoshi y Asiaworld. En los días laborables las calles están llenas con los estudiantes que asisten a escuelas de cursos intensivos en la zona. En los fines de semana se encuentran residentes de Taipéi disfrutando de conciertos exteriores en la plaza o en los terrenos de la estación cercana.

## Nomenclatura
Los hablantes de inglés en Taipéi se refieren a veces erróneamente a la Shin Kong Life Tower como el "Shin Kong Mitsukoshi Building" porque el nombre de la tienda aparece en el exterior de la torre y muchos signos del Metro. Identificar el edificio con la tienda invita a confusión, sin embargo, ya que la tienda opera en más de un lugar. El Taipei 101 tiene sus propios grandes almacenes Shin Kong Mitsukoshi así como una Plaza Shin Kong Mitsukoshi.